# Palais de Nemyšl
 (septembre 2018).
Si vous disposez d'ouvrages ou d'articles de référence ou si vous connaissez des sites web de qualité traitant du thème abordé ici, merci de compléter l'article en donnant les références utiles à sa vérifiabilité et en les liant à la section « Notes et références ».
Le Palais de Nemyšl est un palais qui se trouve dans le village de Nemyšl, dans la région de Bohême-du-Sud en Tchéquie.
Le site du palais était à l'origine une forteresse gothique construite au XIVe siècle. Transformé ensuite en Style Empire, il fut racheté en 1822 par le Prince Jean Casimir Vaclav Deym von Stritez, dont les descendants y vécurent jusqu'à la Seconde Guerre mondiale.